# Les Forques (Riudecanyes)
Les Forques és una muntanya de 508 metres que es troba al municipi de Riudecanyes, a la comarca catalana del Baix Camp.